# Giuseppe Cataldi
Giuseppe Cataldi (Genova, 18 giugno 1809 – Genova, 5 novembre 1876) è stato un banchiere e politico italiano.
Laureato in giurisprudenza, fu Presidente del Tribunale di commercio, Socio promotore dell'Accademia ligustica di belle arti, Membro del Consiglio d'amministrazione del Ricovero di mendicità di Genova. Nel 1848 venne nominato Senatore del Regno di Sardegna dal re Carlo Alberto di Savoia.